# NTT東日本-長野
株式会社NTT東日本-長野（エヌティーティーひがしにほん-ながの）は、かつて存在したNTT東日本の県域会社。長野県長野市に本社を置いていた。
2014年7月1日に、株式会社NTT東日本-栃木、株式会社NTT東日本-群馬、株式会社NTT東日本-新潟とともに、株式会社NTT東日本-埼玉に吸収合併され、株式会社NTT東日本-関信越となった。

## 概要
NTT東日本の100％子会社で、電話回線やフレッツ、ひかり電話といった通信インフラの販売・工事・保守、その他PBXやITCソリューションといった法人向けシステムなどの、NTT東日本からの受託業務をメインとしていた。
またホームページから長野県の様々なスポットのライブカメラ映像を配信をはじめとした自主事業も行っていた。

## 沿革
- 2002年5月1日 日本電信電話株式会社（NTT）、NTT東日本およびNTT西日本株式会社（NTT西日本）が公表した「NTT東西の構造改革について」（2001年11月22日公表）に基づき、NTT東日本長野支店管内に、株式会社エヌ・ティ・ティ サービス長野（営業系）、株式会社エヌ・ティ・ティ エムイー長野（設備系）及び株式会社エヌ・ティ・ティ・ビジネスアソシエ長野（共通系）のアウトソーシング会社3社が設立[1][2]。
- 2005年7月1日 株式会社NTTサービス長野、株式会社NTTエムイー長野及び株式会社NTTビジネスアソシエ長野が統合して、株式会社NTT東日本-長野となる[3]。
- 2014年7月1日 株式会社NTT東日本-栃木、株式会社NTT東日本-群馬、株式会社NTT東日本-新潟とともに、株式会社NTT東日本-埼玉に吸収合併され、株式会社NTT東日本-関信越に商号変更[4][5]。

## 事業所

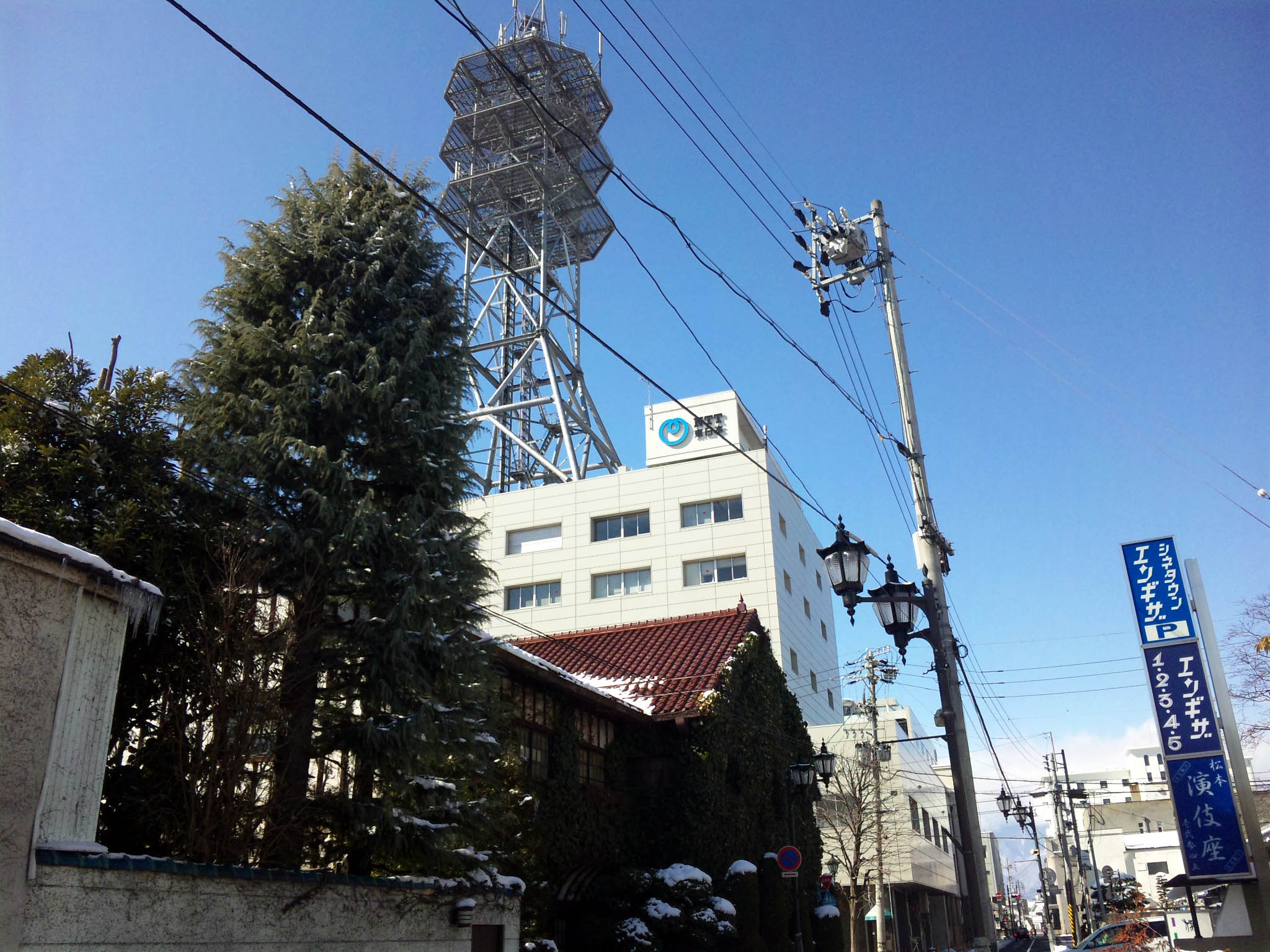
松本事業所

- 長野事業所（長野市）
- 上田事業所（上田市）
- 松本事業所（松本市）
- 飯田事業所（飯田市）
- 諏訪事業所（諏訪市）他